# Jesús Monzó Cubillos
Jesús Monzó Cubillos (Catarroja, 25 de desembre de 1974) és un filòleg, professor i polític valencià, membre de Compromís i alcalde de Catarroja de 2015 a 2023.
Nascut a Catarroja el 25 de desembre de 1974, va cursar estudis elementals a l'escola Joan XXIII de Catarroja, i BUP i COU a l'IES Berenguer Dalmau de la mateixa localitat. És llicenciat en Filologia i Comunicació Audiovisual per la Universitat de València. Després de finalitzar els seus estudis va iniciar començar a treballar món de periodisme, en la desapareguda Ràdio Nou. Anys després obtingué una plaça de professor de llengua i literatura valencianes en ensenyament mitjà, després de concursar en les oposicions corresponents. Està casat i té un fill.
Monzó va concórrer a unes eleccions municipals per primera vegada l'any 1999, en la candidatura del Bloc Nacionalista Valencià, aconseguint l'acta de regidor amb 665 vots, un 5,68% del total. En les eleccions de 2003 ocupà la segona posició de la llista, assumint l'acta de regidor dos anys després. En 2007 la candidatura encapçalada per ell va obtenir 720 vots. En els comicis de 2011 la candidatura de Compromís per Catarroja va doblar els resultats aconseguint dos actes i 1.330 sufragis, un resultat que es va multiplicar en 2015 fins a arribar a cinc actes i 2.963 vots, un 20,25 % del total. Gràcies a aquests resultats, va assumir l'alcaldia de Catarroja el 13 de juny de 2015 amb els vots de Compromís, Guanyar i PSPV-PSOE. En 2019 la seua candidatura va guanyar les eleccions municipals amb 3.557 vots, un 27,16 % del total, i 7 actes, configurant govern amb el PSPV-PSOE. En juliol de 2022 va anunciar la seua intenció de concórrer a les eleccions primàries de Compromís per tal de tornar a encapçalar la candidatura municipal a les eleccions municipals de 2023.